# Expo 2000 (singolo)
| Recensione | Giudizio |
| ---------- | -------- |
| AllMusic   |          |

Expo 2000 è un singolo del gruppo musicale tedesco Kraftwerk, pubblicato nel dicembre del 1999.

## Descrizione
Expo 2000 è stato composto da Ralf Hütter, Florian Schneider e Fritz Hilpert in occasione dell'esposizione universale di Hannover del 2000, intitolata Expo 2000. Inizialmente, venne composto il jingle per le promozioni ufficiali dell'avvenimento (parte del testo della canzone è effettivamente il motto dell'Expo), ma la band decise successivamente di comporre un brano completo, implementando elementi del jingle pubblicitario. 
Emerge un sapiente utilizzo della sintesi vocale, grazie alle capacità di Florian Schneider, il quale si cimentò nella registrazione del jingle in diverse lingue impiegando un vocoder. Oltre al vocoder, vennero implementate frasi pronunciate dal DECTalk, dal Votrax SC-02, da un chip della Texas Instruments e da un chip della RC Systems.
Si presume che, durante la registrazione, siano stati impiegati sintetizzatori come il Kawai K-5000 e lo Yamaha TX-816 e software per computer di sequncing come Cubase.
In vista del vero e proprio evento dell'Expo 2000, si pensò di proporre al gruppo di esibirsi dal vivo all'Expo, tuttavia la band declinò l'offerta. Al loro posto, però, si esibì Karl Bartos come solista, a sua volta un ex membro della band. In quegli anni, Bartos iniziava ad affermarsi e a riscuotere successo con la sua nuova carriera da solista, iniziata dopo l'abbandono effettivo dei Kraftwerk, avvenuto nell'agosto 1990.
Expo 2000 sarà oggetto di remix da parte di diversi DJ della scena techno di Detroit, che saranno in seguito raccolti in un singolo chiamato Expo 2000 Remix pubblicato nel novembre del 2000.
Il remix più noto è quello effettuato da Underground Resistance, rimescolato con la versione originale del brano e proposto quindi nel tour mondiale Minimum-Maximum del 2003-2004 con il titolo Planet of Visions (Planet Der Visionen in tedesco), in seguito incluso nell'album dal vivo Minimum-Maximum.
Il singolo è stato pubblicato in formato CD e 12", in Germania nel gennaio 2000, negli altri paesi europei nel novembre successivo.

## Tracce
Expo 2000
1. Expo 2000 (Radio Mix)
2. Expo 2000 (Kling Klang Mix 2000)
3. Expo 2000 (Kling Klang Mix 2002)
4. Expo 2000 (Kling Klang Mix 2001)

Expo 2000 Remix
1. Expo 2000 (Orbital Mix)
2. Expo 2000 (François Kevorkian & Rob Rives Mix)
3. Expo 2000 (DJ Rolando Mix)
4. Expo 2000 (Underground Resistance Mix)
5. Expo 2000 (Underground Resistance Infiltrated Mix)
6. Expo 2000 (Underground Resistance Thought 3 Mix)

## Formazione
- Ralf Hütter - sintetizzatore
- Florian Schneider - vocoder, sintetizzatore, sintesi vocale
- Fritz Hilpert - batteria elettronica, sintetizzatore, missaggio dati musicali
- Henning Schmitz - sintetizzatore, missaggio dati musicali

## Classifiche
| Classifica (1999)                        | Posizione raggiunta |
| ---------------------------------------- | ------------------- |
| Belgio Ultratip Fiandre                  | 11                  |
| Regno Unito Official Singles Chart (OCC) | 27                  |
| Regno Unito Official Dance Chart (OCC)   | 27                  |
| Germania                                 | 35                  |
| Svezia                                   | 36                  |
| Scozia (OCC)                             | 34                  |
| Svizzera                                 | 95                  |
| Paesi Bassi                              | 95                  |